# Сам у кући 2: Изгубљен у Њујорку
Сам у кући 2: Изгубљен у Њујорку (енгл. Home Alone 2: Lost in New York) је други филмски наставак комедије, породичног филма Сам у кући, редитеља Криса Коламбуса из 1992. године, снимљен по сценарију Џона Хјуза.

## Радња
Кевин Макалистер, раздвојен од својих родитеља, поново проводи божићне празнике сам. Овог пута породица Макалистер одлази у Мајами, док Кевин, изгубљен на O'Hare International аеродрому грешком улази у авион за Њујорк. Схвативши да се прошлогодишња прича понавља, Кевин одлази у обилазак Близнакиња, Кинеске четврти и осталих знаменитости Њујорка. У исто време Марв и Хари, Мокри бандити који су прошле године хтели да опљачкају Кевинов дом, беже из затвора и долазе у Њујорк.
Док Кевин одлази да потражи стрица Боба и стрину Џорџет, који тада нису били код куће, његови родитељи схватају да су поново заборавили најмлађег сина. Сетивши се рекламе за хотел Plaza, Кевин резервише апартман на трећем спрату. Кевин одлази у Данканову продавницу играчака. Купујући играчке, не слути да се упознао са власником Данканом који му поклања два привеска грлица, али од њега сазнаје и да сав приход од продаје играчака традиционално одлази у хуманитарну помоћ дечје болнице St. Ana.
У парку Кевин упознаје чудну жену окружену голубовима и спријатељује се са њом. Заједно одлазе у њен дом, поткровље Њујоршке концертне дворане. Она му открива да је, разочаравши се у љубав, напустила дом, изгубила поверење у људе и да је прошло више од две године како ни са ким није разговарала.
Марв и Хари, сада Лепљиви бандити планирају пљачку Данканове продавнице. Срећу Кевина на улици и покушавају да га отму али он успева да побегне. Сазнавши план лопова, Кевин ће у кући својих рођака поставити замке, јер је та кућа једна од кључних делова пљачке. Када се реши лопова, све се полако враћа у нормалу и његова породица долази у Њујорк по њега, али их хотелски рачун изненађује.

## Улоге
| Глумац        | Улога                                        |
| ------------- | -------------------------------------------- |
| Маколи Калкин | Кевин Макалистер                             |
| Џо Пеши       | Хари Лајм                                    |
| Данијел Стерн | Марвин "Марв" Мерчинс                        |
| Џон Херд      | Питер Макалистер                             |
| Кетрин О’Хара | Кејт Макалистер                              |
| Бренда Фрикер | жена са голубовима                           |
| Тим Кари      | господин Хектор, шеф рецепције               |
| Роб Шнајдер   | Седрик                                       |
| Дејна Ајви    | Хестер Стоун, рецепционерка                  |
| Девин Ретреј  | Баз Макалистер                               |
| Киран Калкин  | Фулер Макалистер                             |
| Џери Баман    | Френк Макалистер, Кевинов стриц              |
| Еди Брекен    | господин Данкан, власник продавнице играчака |
| Ралф Фуди     | гангстер Џони                                |
| Доналд Трамп  | глуми самог себе (камео)                     |

## Награде[2]
| Година | Резултат(и) | Награда                | Категорија |
| ------ | ----------- | ---------------------- | ---------- |
| 1993.  | освојио     | BMI Film Music Award   |            |
| 1993.  | освојио     | Golden Screen          |            |
| 1993.  | освојио     | People's Choice Awards |            |
| 1993.  | номинован   | Young Artist Awards    |            |